# Gösta Rylander
Carl Gösta Rylander, född den 16 januari 1903 i Stockholm, död där den 15 februari 1979, var en svensk läkare. 
Rylander, vars far var grosshandlare, blev medicine licentiat 1930, medicine doktor 1939, docent i psykiatri vid Karolinska institutet samma år, i psykiatri och rättspsykiatri 1947 och var professor i rättspsykiatri 1948–1970. Han var föreståndare för psykiatriska polikliniken vid Karolinska institutet 1933–1939, överläkare på Långholmens centralfängelse 1940–1970, Beckomberga sjukhus 1948 och chef för svenska sjukhuset i Pusan, Korea, 1956. 
Rylander var ledamot av Försvarets sjukvårdsstyrelses vetenskapliga råd 1942–1973 och Medicinal-/Socialstyrelsens vetenskapliga råd 1949–1974. Han invaldes som ledamot av Krigsvetenskapsakademien 1958. Han författade skrifter i neurologi, psykiatri, socialmedicin och kriminologi.
I sitt första gifte 1935–1942 med professor Mirjam Furuhjelm blev han far till professor Ragnar Rylander och professor Eva Rylander. År 1957 gifte han om sig med filosofie kandidat Maud Li Haijlen.